# پایگاه هوایی تویی هوا
پایگاه هوایی تویی هوا (به انگلیسی: Tuy Hoa Air Base) یک فرودگاه پایگاه نیروی هوایی است . این فرودگاه در کشور ایالات متحده آمریکا قرار دارد .